# جرف (روستا)
 جرف  به عربی ( الجُرف  )، روستایی است در دهستان بنو الَمَنبة از توابع استان استان صَنعاء در کشور یمن در شبه جزیره عربستان.

## جمعیت
جمعیت آن ۱۹۹ نفر (۹ خانوار) می‌باشد.